# KAI KF-21 Boramae

KAI KF-21 Boramae — винищувач покоління 4++ , створений в рамках південнокорейської програми розвитку новітньої тактичної авіації (KF-X) для Військово-повітряних сил Республіки Корея (ROKAF) і індонезійських ВПС (TNI-AU), очолювана Південною Кореєю та Індонезією як основним партнером. Це другий військовий реактивний літак Південної Кореї по програмі розвитку після FA-50. Планер літака вважається більш малопомітним, ніж будь-який винищувач четвертого покоління, але не несе зброю у внутрішніх відсіках, як винищувачі п'ятого покоління, хоча внутрішні відсіки можуть бути введені пізніше в процесі розробки.

## Історія проєкту
Про проєкт вперше було оголошено президентом Південної Кореї Кім Де Чжуном на випускній церемонії в Академії ВПС в березні 2001. Південна Корея та Індонезія домовилися співпрацювати у виробництві KF-X в Сеулі 15 липня 2010. Початкові експлуатаційні вимоги до KF-X, як заявили в Агентстві з розвитку оборони передбачали розробку одномісного, двомоторного реактивного літака за стелс-технологіями. За габаритами літак повинен бути більшим за Dassault Rafale і Eurofighter Typhoon, але все ж таки меншим, ніж Lockheed Martin F-35 Lightning II. Загальною метою програми є виробництво винищувачів з більш високими можливостями, ніж у винищувачів класу KF-16 в 2020 році.
На проведеній в Сеулі авіаційній виставці Seoul Air Show спеціальному семінарі південнокорейські урядові органи і корпорація Korean Aerospace Industrie (KAI) поширили зображення розроблювального в Південній Кореї перспективного винищувача п'ятого покоління KF-X в останній проєктної конфігурації. На зазначених зображеннях KF-X відсутнє фігурувавше на ранніх ескізних зображеннях цього винищувача переднє горизонтальне оперення, і в цілому літак зараз виглядає подібним на дводвигунний варіант американського F-35. Слід, однак, зазначити, що представлені зображення трохи різняться деталями (форма крила, розташування повітрозабірників та ін), що свідчить про те, що проєктування винищувача все ще триває.
Програма створення в Південній Кореї при головному ролі KAI національного винищувача KF-X здійснюється з 2001 року. Зараз датою надходження винищувача на озброєння називається 2020 рік. У 2010 році до програми KF-X приєдналася Індонезія і ведуться переговори про можливу участь у проєкті Туреччини.
В даний час KF-X вимальовується в образі багатофункціональної малопомітної дводвигунної машини. Як силову установку передбачається використовувати два двигуни типу Eurojet EJ2000 або General Electric F414. Повідомляється що літак передбачається озброїти перспективною керованою зброєю південнокорейської розробки, включаючи ракети класу «повітря-повітря» малої і середньої дальності стрільби, протикорабельні ракети і керовані бомби, при цьому озброєння буде розташовуватися переважно на зовнішніх вузлах підвіски.
Вартість програми розробки KF-X називалася південнокорейськими представниками у $5 млрд., що вважається експертами явно оптимістичною цифрою.
2 серпня 2011 був відкритий спільний науково-дослідний центр проєктування в Теджоні.

## Реалізація проєкту
Південна Корея та Індонезія впритул наблизилися до початку виробництва перших прототипів винищувачів нового покоління за програмою KFX/IFX («корейський»/індонезійська»).
Південна Корея виділила на реалізацію проєкту $20 млн., Індонезія $5 млн. У 2015 році має розпочатися етап виробництва, в тому ж році почне активно працювати Конструкторський центр в Бандунге (Індонезія).
Винищувач відноситься до покоління 4.5 і за своїми бойовими можливостями буде еквівалентний американському F-18, тобто буде більш потужним бойовим літаком, ніж винищувачі F-16 і «Сухой», що перебувають на озброєнні ВПС Індонезії. При цьому наголошується наступність у технологічному вигляді нового винищувача з літаками Су-30, які знаходяться на озброєнні Індонезії.
Південна Корея має сумніви в успішності реалізації проєкту по створенню нового винищувача в дводвигуновому варіанті KF-X. Korea Aerospace Industries навіть підготувала проєкт однодвигунного KF-X на прохання уряду Південної Кореї, яке оцінило дводвигуновий варіант літака як дорогий і високоризикованих в плані застосування інноваційних технологій.
На даний момент не уточнюється який варіант був обраний за основу майбутнього винищувача.
9 квітня 2021 року відбулася презентація першого побудованого прототипу літака за програмою KF-X, який отримав назву KF-21

## Модифікації
|                          | KAI KFX-E                | ADD C103              | ADD / KAI C105 | ADD / KAI C109 |
| ------------------------ | ------------------------ | --------------------- | -------------- | -------------- |
| Пуста маса               | 9 300 кг                 | 10 900 кг             | 11 100 кг      | 11 800 кг      |
| Максимальна маса         | 20 900 кг                | 24 000 кг             | 24 500 кг      | 25 400 кг      |
| Вміст палива             | 3 600 кг                 | 5 400 кг              | 5 400 кг       | 5 400 кг       |
| Розмах крила             | 9,8 метрів               | 10,7 метрів           | 11,0 метрів    | 11,2 метрів    |
| Довжина                  | 15,2 метрів              | 15,7 метрів           | 16,0 метрів    | 16,9 метрів    |
| Площа крила              | 37,1 м2                  | 42,7 м2               | 42,7 м2        | 46,5 м2        |
| Двигун                   | 1 × P&W F100 або GE F110 | 2 × EJ200 або GE F414 | 2 × GE F414    | 2 × GE F414    |
| Кількість точок підвіски | 9                        | 10                    | 10             | 10             |
| Відсік для зброї         | Відсутній                | Передбачено           | Передбачено    | Передбачено    |
| Орієнтовна вартість      | ?                        | ?                     | ?              | ?              |